# Mimetus cornutus
Espèce
Mimetus cornutus est une espèce d'araignées aranéomorphes de la famille des Mimetidae.

## Distribution
Cette espèce se rencontre en Afrique du Sud au KwaZulu-Natal et au Limpopo, au Mozambique et au Botswana,.

## Description
La carapace de la femelle holotype mesure 1,5 mm et l'abdomen 1,7 mm de long sur 2 mm.

## Systématique et taxinomie
Cette espèce a été décrite par Lawrence en 1947.

## Publication originale
- Lawrence, 1947 : « A collection of Arachnida made by Dr. I. Trägårdh in Natal and Zululand (1904-1905). » Göteborgs Konglige Veternskaps- och Vitterhets-Samhälles Handlingar, sér. B, vol. 5, no 9, p. 1-41.